# Gołcza
Gołcza est une localité polonaise, siège de la gmina de Gołcza, située dans le powiat de Miechów en voïvodie de Petite-Pologne.